# Nationalstrasse N28

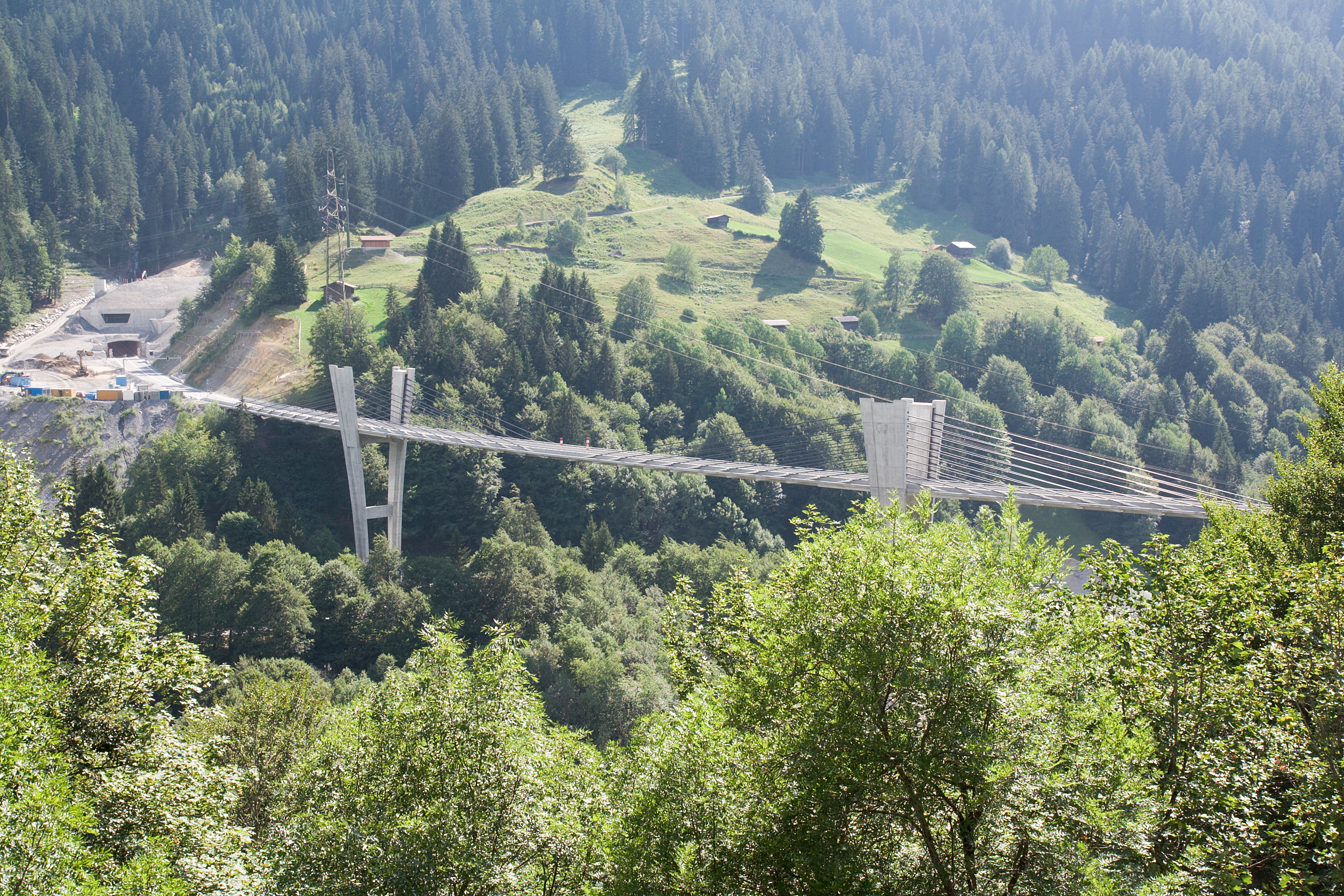
Sunnibergbrücke mit Südportal des Gotschnatunnels im Hintergrund

Die Nationalstrasse 28 führt von Landquart durch das Prättigau zum Verladebahnhof Klosters-Selfranga des Vereinatunnels und ist Teil der Hauptstrasse 28. Als Nationalstrasse ist sie eine Strasse im Bundeseigentum. Die Hauptstrasse wird auf diesem Teilabschnitt teilweise als «Nationalstrasse A28» bezeichnet. Nach der Eröffnung der Umfahrung Küblis im Sommer 2016 ist die Strasse weitgehend fertig ausgebaut.

## Ziel der Nationalstrasse 28
Die Prättigaustrasse wurde auf den Januar 2002 ins Nationalstrassennetz aufgenommen. Als wintersichere Verbindung via Autoverlad Vereina ins Unterengadin ist sie von nationaler Bedeutung. Als Nationalstrasse werden kostspielige Kunstbauten wie die Umfahrungstunnel Saas mit der Sunnibergbrücke zu 92 % durch den Bund finanziert. Sie ist im Endausbaustand eine gemischte Nationalstrasse zweiter und dritter Klasse. Auf Grund ihres Ausbaustandards behält sie den Charakter als Hauptstrasse und damit die blaue Signalisation und bleibt somit vignettenfrei.
In amtlichen Schreiben des Bundesamts für Strassen wird an einigen Stellen von der A28 (Autostrasse bzw. Alpenstrasse) geschrieben.

## Verlauf
Der Verlauf der Strasse lässt sich in drei Abschnitte einteilen. Der erste Abschnitt wurde in den 1980er und 1990er Jahren eröffnet und verläuft von Landquart bis Fideris. Die Strecke zwischen Fideris und Dalvazza wurde noch nicht ausgebaut. Die Strecke zwischen Küblis und Klosters wurde nach der Jahrtausendwende Stück für Stück ausgebaut.

## Landquart–Fideris
Die Prättigaustrasse beginnt seit 1994 direkt an der Autobahnausfahrt Landquart der A13. Als Umfahrung von Landquart führt die Strasse durch die Klus ins Prättigau. Die Umfahrungen von Grüsch, Schiers und Jenaz wurden bereits in den 1990er Jahren und früher erbaut. In diesem Abschnitt ist das Befahren der Strasse durch den Langsamverkehr verboten. Die alte Hauptstrasse, nun eine Nebenstrasse, verläuft parallel zur heutigen, ausgebauten, Hauptstrasse durch die Dörfer hindurch und dient fortan als Ausweichroute für Landwirtschaftlichen Verkehr, Fahrräder und kleinere Fahrzeuge.

## Fideris (Jenaz)–Dalvazza
Die kurvenreiche, jedoch ausserhalb des Siedlungsgebiets verlaufende Strecke zwischen Station Fideris (Jenaz) und Dalvazza wurde noch nicht ausgebaut. Die Strecke soll bis ca. 2035 ausgebaut werden. Dafür wird im Rahmen von STEP 2035 die Linie der Rhätischen Bahn in einen Tunnel verlegt. Auf dem freiwerdenden Bahntrasse wird dann die neue Hauptstrasse gebaut.
Zur Entflechtung des Veloverkehrs wurde 2011 auf dieser Strecke ein 3,6 km langer Radweg eingeweiht. Seitdem ist die Hauptstrasse auch auf diesem Teilstück für Fahrräder gesperrt. Der Radweg ist Teil der Prättigau Route Nr. 21 von Veloland Schweiz.

## Küblis–Selfranga
Zur Reduktion der Lärmbelastung durch den starken Durchgangsverkehr und zur Verminderung der vielen Kurven wurde ab der Jahrtausendwende die Strecke zwischen Küblis und Selfranga stark ausgebaut. Im Juni 2016 wurde als letztes grosses Ausbauprojekt die Umfahrung Küblis mit dem 2255 m langen Küblisertunnel eröffnet. Direkt anschliessend folgt die 2011 eröffnete Umfahrung Saas mit dem 2577 m langen Saaser Tunnel. Der Abschnitt Pagrüeg–Mezzaselva wurde 2014 fertiggestellt. Aus Kostengründen wurde auf die beiden Tunnels Boden und Bödeli verzichtet. Nach dem Kreisel nach Serneus führt die Strasse ab dem Halbanschluss Klosters-Dorf auf die Umfahrung Klosters, die 2005 eröffnet wurde. Die Strasse führt über die Sunnibergbrücke und den Gotschnatunnel direkt auf die Passstrasse Richtung Wolfgangpass – Davos bzw. zum Autoverlad Vereina.